# Trietilborán
A trietilborán (TEB) bórorganikus (B−C kötést tartalmazó) vegyület. Színtelen, piroforos folyadék, képlete (C2H5)3B, rövidítve Et3B. Tetrahidrofuránban és hexánban oldódik.

## Előállítása és szerkezete
Trimetil-borát és trietilalumínium reakciójával állítják elő:
Et3Al + (MeO)3B → Et3B + (MeO)3Al
Molekulája – a dimerizációra hajlamos H3B-nal és Et3Al-mal ellentétben – momoner, a BC3 alapváz sík szerkezetű.

## Felhasználása

### Gázturbinás sugárhajtómű
A Lockheed SR–71-ben és elődjében, az A–12-ben használt Pratt & Whitney J58 gázturbinás/torlósugár-hajtóműben a JP–7 típusú üzemanyagot trietilboránnal gyújtották meg annak piroforos sajátsága, valamint különösen nagy égési hőmérséklete miatt. A begyújtás eme módját megbízhatósága, valamint a JP–7 üzemanyag nagyon kis illékonysága és nehéz gyújthatósága miatt választották – a hagyományos gyújtási módszerek működési hibájából fakadó kockázat túl nagy volt. A trietilboránt mindkét hajtómű és az utánégetők begyújtásához is használták.

### Rakéta
10–15% trietilalumíniummal keverve a Saturn V rakéta F–1 hajtóművének felszállás előtti begyújtását trietilboránnal végezték.
A SpaceX Falcon 9 rakétájának első és második fokozatát is trietilalumínium-trietilborán keverékkel gyújtják be.

### Szerves kémia
Az iparban iniciátorként használják gyökös reakciókban, ahol alacsony hőmérséklet mellett is hatékony marad. Iniciátorként egyes ónorganikus vegyületek is kiválthatóak vele.
Fém-enolátokkal enoxi-trietil-borátok képződése közben reagál, melyeken az enolátoknál szelektívebben lehet C-alkilezési reakciót végezni. A Barton–McCombie-reakcióban alkoholok dezoxigénezéséhez használják. Lítium-tri-terc-butoxialumínum-hidriddel együtt éterek hasítására használható, THF-ből például így – további hidrolízist követően – butanol keletkezik. A Reformatszkij-reakció egyes változatait is gyorsítja.
A lítium-trietilborohidrid és a nátrium-trietilborohidrid redukálószerek előállításának prekurzora.
MH  +  Et3B   →   MBHEt3  (M = Li, Na)

## Biztonságtechnikai tudnivalók
Erősen piroforos, öngyulladási hőmérséklete −20 °C, a bórvegyületekre jellemző almazöld színű lánggal ég. Kezelése és tárolása jellemzően levegő kizárása mellett történik.

## Fordítás
Ez a szócikk részben vagy egészben  a   Triethylborane című angol Wikipédia-szócikk ezen változatának fordításán alapul.  Az eredeti cikk szerkesztőit annak laptörténete sorolja fel. Ez a jelzés csupán a megfogalmazás eredetét és a szerzői jogokat jelzi, nem szolgál a cikkben szereplő információk forrásmegjelöléseként.